# オールロマンス事件
オールロマンス事件（オールロマンスじけん）とは、1951年に部落解放全国委員会（部落解放同盟、全国地域人権運動総連合の前身）が京都市を相手取って展開した一連の行政闘争およびその契機となった事件のこと。

## 概要

### 革新市政の「保守化」
1950年、高山義三が革新陣営の支持のもと京都市長に当選したが、高山は当選後、保守勢力との妥協が目立つようになり、保守化してきたと見られるようになった。当時、京都市役所内で形成されていた左翼グループは、これに不満を持ち、それを掣肘する機会をうかがっていた。

### 京都市職員による小説「特殊部落」の発表と部落住民による抗議行動
1951年、京都市衛生課の臨時職員杉山清次（筆名・杉山清一。杉山清詩名義による作品もある）が『オール・ロマンス』誌10月号（通巻43号、オール・ロマンス社、東京）に小説「特殊部落」を発表。これは実在する京都市内の被差別部落（東七条、いわゆる柳原、別名は崇仁地区）を舞台としながら、朝鮮人の父と日本人の母を持つ医師「鹿谷浩一」と、朴根昌の二女、朴純桂（日本名「純子」）との恋愛を描いた純愛小説で、被差別部落民は登場せず、その地域に住んでいれば「部落者」と呼ばれて差別され、離れれば「部落者」でなくなるという、部落差別とも朝鮮人差別とも懸け離れた、架空の「特殊部落」として描いた小説だった。この小説の舞台とされた被差別部落の住民たちの中に、地域の実態をゆがめて興味本位に描いた差別小説として抗議する動きが表面化した。

### 市役所内左翼グループと連動した部落解放全国委員会の行政闘争
市役所の左翼グループはこれを行動を起こす絶好の機会と捉え、旧知の仲であった部落解放全国委員会京都府連合会委員長朝田善之助、三木一平らに、この小説を被差別部落の悲惨さを興味本位に取り上げた差別小説として糾弾に立ち上がるよう依頼、解放委員会の名による『糾弾要綱』も執筆した。一方、京都市役所内部では同じグループが市長答弁の作成にも関与し、小説を誠に遺憾とし、同和行政予算の拡充に取り組むと市長に表明させた。
この結果、当時の京都市は1952年度には前年度の5.8倍にあたる4338万円の同和予算を計上した。

表面的に見ると以上の経過は、解放委員会の追及に対して行政側がその正当性を認め、予算の拡充を約束させるという体裁を取るように見え、運動団体が市を追及する際の鮮やかな模様を伝えるいくつかの「伝説」を生んだ。これ以降、部落解放同盟の中では、差別事件を梃子にして行政闘争に取り組み、被差別部落への同和予算を増大させるという方式の運動形態が定着した。この事件は、各地方の自治体における同様の行政闘争の嚆矢となった。この点について、『解放新聞』元主筆の師岡佑行は
と絶賛している。

## 作者のその後
糾弾の嵐の中、杉山は反省の意を表明したが、差別者の烙印を押されたまま公職を辞し、中小企業を転々とするようになった。はるか後年、1997年に、大阪府立成城工業高等学校教諭の秦重雄は部落解放同盟と対立する共産党系の部落問題研究所文芸部会で「特殊部落」を検証。その結果、全ての参加者から「差別小説ではない」との感想を得た。秦はこのことを杉山に知らせて長年の苦難をねぎらおうとしたが杉山の行方は知れなかった。ようやく杉山の親族に連絡が取れたときは既に遅く、1999年に杉山は他界していたという。

## 問題点
市役所内の左翼グループによる「反幹部闘争」の一環として展開された、部落解放運動団体の行政闘争により被差別部落が潤ったのに対して、この小説が描いた在日朝鮮人部落の環境には、行政側から何の取り組みもなされなかった。このことについて朝田は、日本国籍を所有している被差別部落民は外国籍の在日朝鮮人よりも優遇されるのが当然であることを主張し、のちに金静美から「『オールロマンス闘争』は、朝鮮人差別にたいするたたかいを欠落させた、被差別部落の日本人のみの生活向上のための差別行政反対闘争であった」と論難された。
これを受け、部落問題研究所理事長（当時）の東上高志は、同研究所発行の雑誌『部落』1996年6月号で「キムは『京都府連は、朝鮮人差別を意図的にかくすことにしたのである』、と書いているが、まったくそのとおりであって返す言葉もない」「部落解放委員会京都府連合会は、この結論を証拠だてるために、朝鮮人を差別した小説を差別的に利用したのである。すなわち朝鮮人を差別したのである。これは私も同罪であって、あらためて自己批判する」と謝罪した。
一方、上記の秦重雄や寺園敦史は、小説「特殊部落」自体、差別小説ではないと主張。「差別でも何でもない作品を差別小説に仕立て上げて取り組まれたのが、オール・ロマンス闘争であり、その土台の上に、戦後の部落解放運動、同和事業があったのではないか」と呼びかけ、杉山の名誉回復を訴えている。

## 「第二のオールロマンス事件」
1983年、京都市で3億円規模の同和行政公金不正支出事件（鳥居事件）が発覚した。事件の内容は、灘本昌久の要約によると以下の通りである。

改良事業室長らは起訴され、市議会も百条委員会を設置して真相究明に乗り出す事件に発展したが、部落解放同盟京都府連は執行部退陣も市民への謝罪もおこなわず、それどころか「第二のオールロマンス事件である」と言い張ってあべこべに京都市を糾弾した。この「第二のオールロマンス事件」なるスローガンは、部落解放同盟京都府連がブレーンの師岡佑行（京都部落史研究所所長）に入れ知恵されて提唱しはじめたものであったが、寺園敦史からは「意味不明」と批判されている。また、当時師岡の部下だった灘本昌久は
と批判している。